# Степний (Забайкальський район)
Степни́й (рос. Степной) — селище у складі Забайкальського району Забайкальського краю, Росія. Адміністративний центр та єдиний населений пункт Степного сільського поселення.

## Населення
Населення — 559 осіб (2010; 758 у 2002).
Національний склад (станом на 2002 рік):
- росіяни — 87 %